# Il gladiatore. Il figlio di Spartaco
Il gladiatore. Il figlio di Spartaco è un romanzo storico di Simon Scarrow ambientato nel 59 a.C., pubblicato in Italia nel settembre del 2013 dalla casa editrice Giunti.
È il terzo romanzo della Gladiator Series, una collana per ragazzi con protagonista Marco Cornelio Primo.

## Trama
Marco, ormai libero per mano di Cesare nel libro precedente e non più schiavo, continua a lavorare come guardia del corpo del triumviro. Nel frattempo Brixus, suo ex compagno nella scuola per gladiatori di Capua, si è messo a capo di un folto gruppo di ribelli che in nome di Spartaco e della sua leggenda stanno mettendo a ferro e fuoco numerose ville sugli Appennini, in particolare nella zona di Tifernum Tiberinum. Cesare viene dunque incaricato dal Senato di catturare Brixus e i suoi briganti e si reca ad Ariminum dove sono di stanza le quattro legioni a lui assegnate. Durante la traversata degli Appennini, Cesare e la sua scorta incappano in un'imboscata organizzata da un gruppo di ribelli capeggiata da Mandraco; grazie ad una piccola valanga che sommerge gli assalitori, Cesare e i suoi si salvano perdendo solo un uomo della scorta e il copista Lupo: mentre il primo resta ferito, l'altro viene catturato e poi reso libero e integrato nel gruppo di ribelli, che lo portano nel loro accampamento nascosto tra le montagne e si fanno raccontare dall'ex schiavo tutto ciò che sa di Cesare.
Dopo una sosta ad Hispellum, dove il chirurgo locale si prende cura dell'unico ferito, Cesare giunge all'accampamento e organizza l'inizio delle operazioni dividendo in due l'esercito, con il grosso che passerà per il villaggio di Corfinium, mentre il resto al suo comando si dirigerà a Mutina. Dopo alcune scaramucce con gruppi di ribelli isolati, Cesare porta la sua avanguardia sulle montagne ormai convinto di essere vicino ai ribelli. Per accelerare le operazioni divide ulteriormente le sue coorti, in quanto manda Quinto e Marco a guidare le salmerie, rimaste indietro, affinché raggiungano le avanguardie. I ribelli tendono però un'imboscata sia alle coorti che stanno scortando le salmerie sia a quelle guidate da Cesare, assieme alla cavalleria, che sono sulle loro tracce. Le truppe di Quinto e Marco vengono massacrate e pochi uomini, tra cui i due ragazzi, vengono fatti prigionieri.
Una volta nell'accampamento dei ribelli, Marco viene portato al cospetto di Brixus che gli chiede di passare dalla sua parte per sfruttare l'attrattiva di essere il figlio di Spartaco. Marco è titubante, e nottetempo riesce a fuggire e raggiungere l'accampamento di Cesare, al quale racconta come raggiungere il nascondiglio dei ribelli, a condizione peròche chi deporrà le armi venga risparmiato. Pur di terminare velocemente la campagna, Cesare accetta e già l'indomani, dopo una veloce trattativa, i ribelli vengono fatti prigionieri senza spargimento di sangue.

## Personaggi
- Marco Cornelio Primo: figlio del veterano Tito.
- Pompeo: console romano, condottiero e generale dell'esercito.
- Gaio Giulio Cesare: console romano, e futuro condottiero e Dittatore.
- Marco Calpurnio Bibulo: console oppositore di Cesare.
- Festo: capo delle guardie del corpo di Cesare.
- Lupo: schiavo di Cesare adibito alla mansione di scrivano.
- Porzia: nipote di Cesare promessa in sposa al nipote di Pompeo.
- Mandraco: capo dei ribelli che controllano i valichi negli Appennini tra Umbria ed Emilia Romagna.

## Edizioni
- Simon Scarrow, Il gladiatore. Il figlio di Spartaco, traduzione di Anna Carbone, Giunti Junior, Giunti, 4 settembre 2013,  p. 256, ISBN 978-88-09-78566-3.

- Simon Scarrow, Il gladiatore. Il figlio di Spartaco, traduzione di Anna Carbone, Tascabili ragazzi, Giunti, 10 gennaio 2018,  p. 256, ISBN 978-88-09-86215-9.